# Wilhelm Schultze (Politiker)
Wilhelm Schultze (*  27. November 1995 in Frankfurt-Höchst, voller Name Wilhelm Otto Klaus Schultze) ist ein deutscher Kommunalpolitiker. Er wurde am 30. März 2025 zum Bürgermeister von Hofheim am Taunus gewählt und wird sein Amt am 15. September 2025 antreten.

## Werdegang
Schultze wuchs im Hofheimer Stadtteil Lorsbach auf und machte im Jahr 2015 sein Abitur an der Main-Taunus-Schule in Hofheim. Im Anschluss studierte er Medien- und Kommunikationsmanagement (Bachelor) sowie Digital Management (Master) an der Hochschule Fresenius in Wiesbaden. Er arbeitete als Verwaltungsangestellter in der Stabsstelle Wirtschaftsförderung der Stadt Hattersheim am Main und wurde im Jahr 2024 deren stellvertretender Leiter. Zudem war er ab 2020 im Nebenberuf als freiberuflicher Medienschaffender tätig.
Kommunalpolitisch ist Schultze seit 2019 aktiv. Im März 2019 trat Schultze im Alter von 23 Jahren als unabhängiger Kandidat bei der Bürgermeisterwahl in Hofheim an und erreichte 12,3 % der Stimmen. Im Anschluss trat er der Wählervereinigung Bürger für Hofheim (BfH) bei. Ab 2021 war Schultze Mitglied der Hofheimer Stadtverordnetenversammlung und führte dabei die vierköpfige BfH-Fraktion als Fraktionsvorsitzender an. Bei der Bürgermeisterwahl am 16. März 2025 kandidierte er erneut als Bürgermeister. Im ersten Wahlgang erhielt er mit 32 % die zweitmeisten Stimmen hinter Amtsinhaber Christian Vogt (48,1 %). In der Stichwahl am 30. März 2025 setzte sich Schultze dann mit 58,5 % der Stimmen gegen Vogt durch. Er wird sein Amt als Bürgermeister am 15. September 2025 antreten.
Neben seinen kommunalpolitischen Tätigkeiten ist Wilhelm Schultze unter dem Pseudonym WilhelmOttoKlaus auch als Rapper aktiv. Er veröffentlichte unter anderem die zwei EPs Hofheimat, Vol. 1 (2019) und Hofheimat, Vol. 2 (2023), die sich thematisch um seine Heimatstadt Hofheim drehen. Zudem veröffentlichte er im Rahmen seiner beiden Kandidaturen für das Bürgermeisteramt jeweils einen „Wahlkampf-Song“, der den jeweiligen Wahlkampf musikalisch begleitete.